# 라 레드
라 레드(스페인어: La Red)는 칠레의 텔레비전 채널이다.

## 프로그램 목록
- 마냐네로스(Mañaneros) (2011~2016)
- 홀라 칠레(Hola Chile) (2016~)
- 인트루소스(Intrusos)
- 아시 소모스(Así somos)
- 무헤레스 프리메로(Mujeres primero)
- 멘티라스 베르다데라스(Mentiras verdaderas)

## 로고

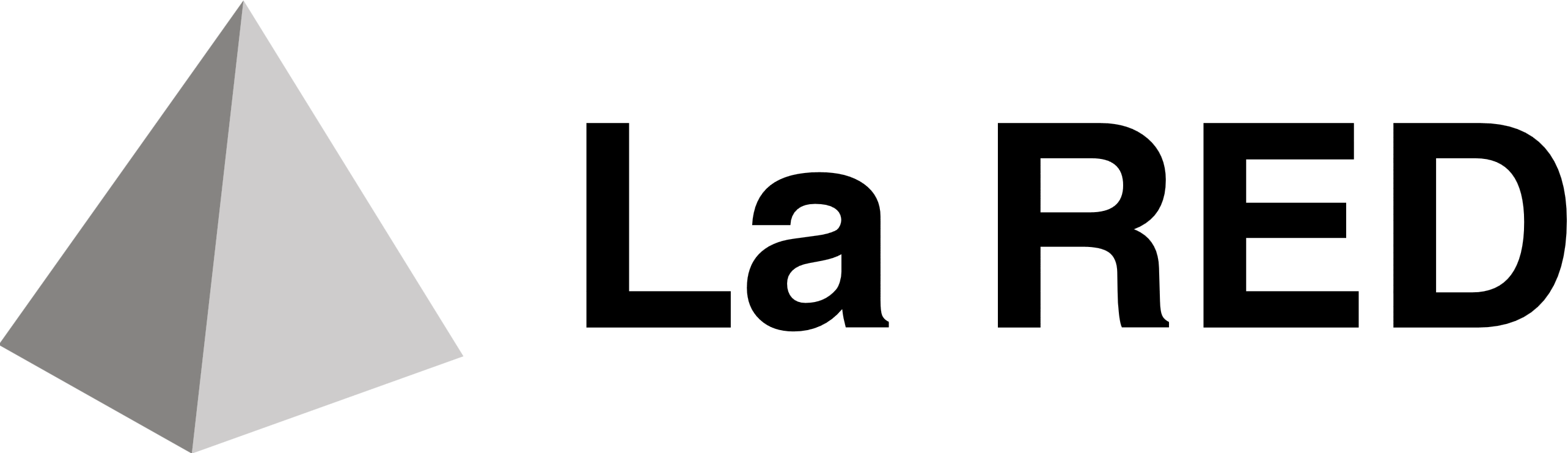
1991년부터 1992년까지 사용한 로고.
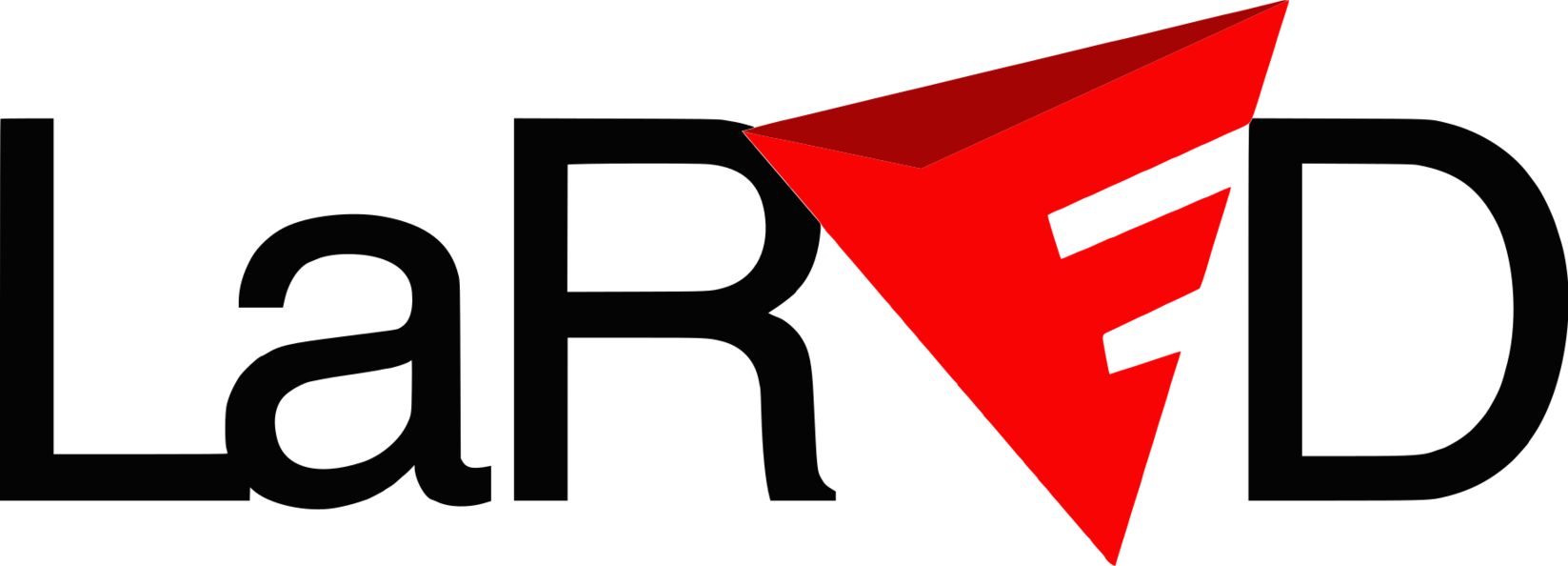
1992년부터 1994년까지 사용한 로고.
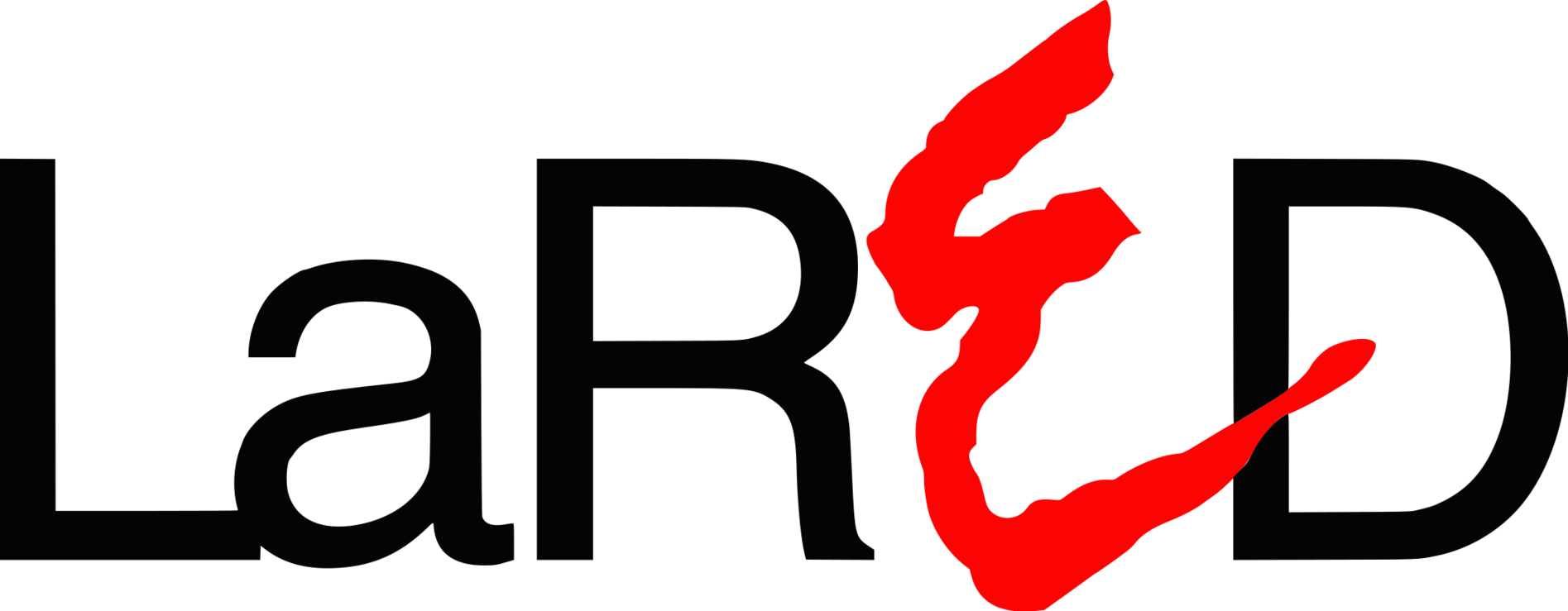
1994년부터 1996년까지 사용한 로고.
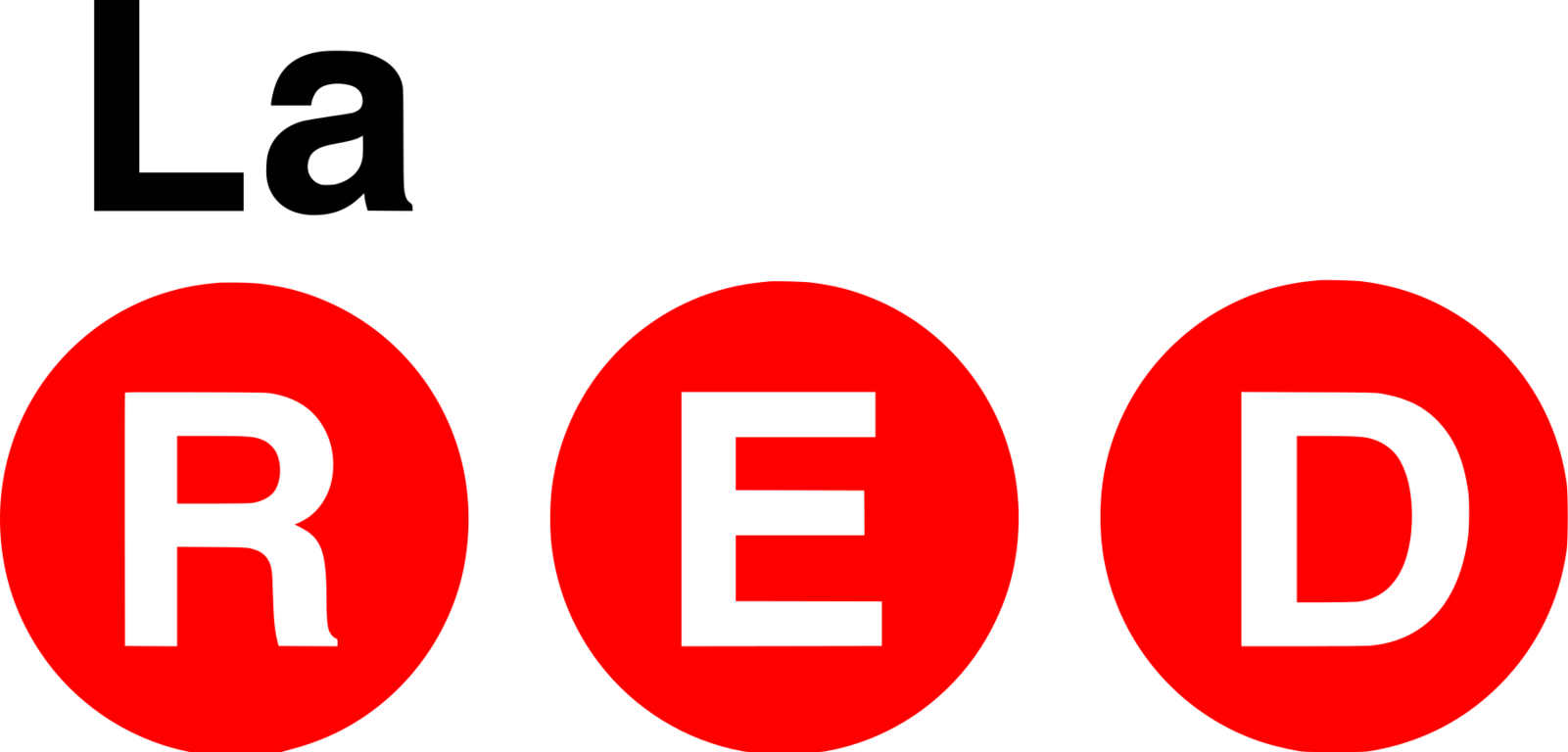
1996년부터 1997년까지 사용한 로고.
1997년부터 1998년까지 사용한 로고.
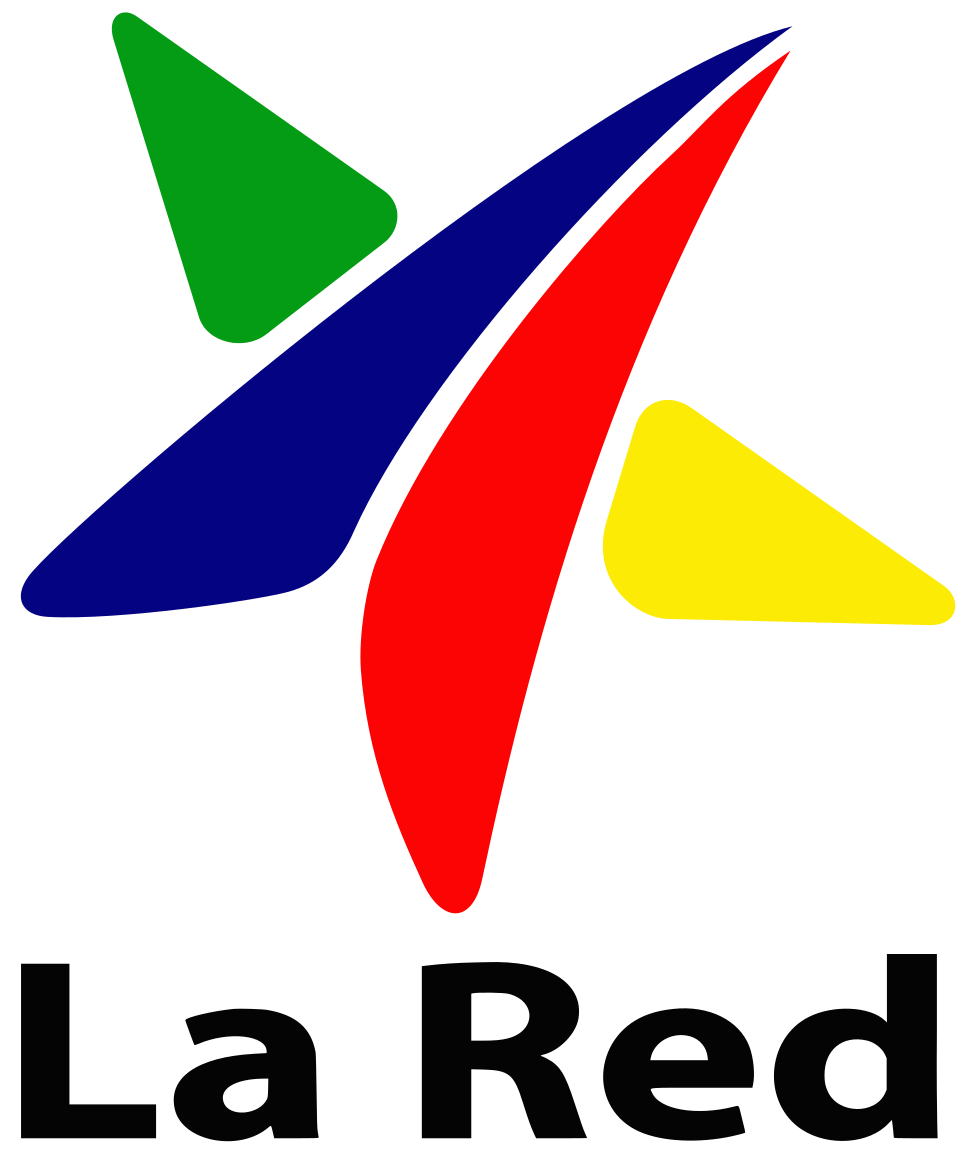
1998년부터 1999년까지 사용한 로고.
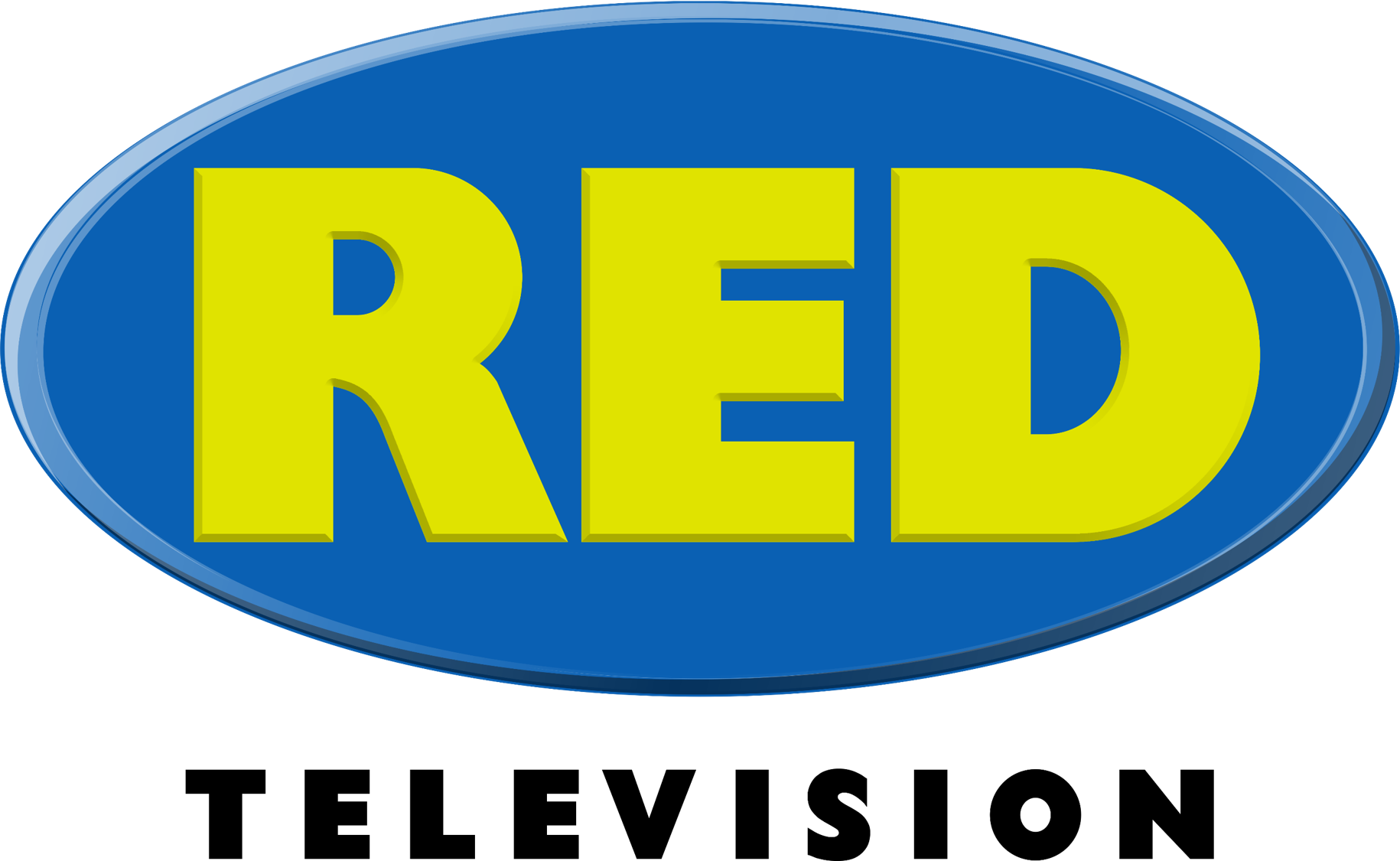
1999년부터 2005년까지 사용한 로고.
2009년부터 2011년까지 사용한 로고.
2011년부터 2014년까지 사용한 로고.
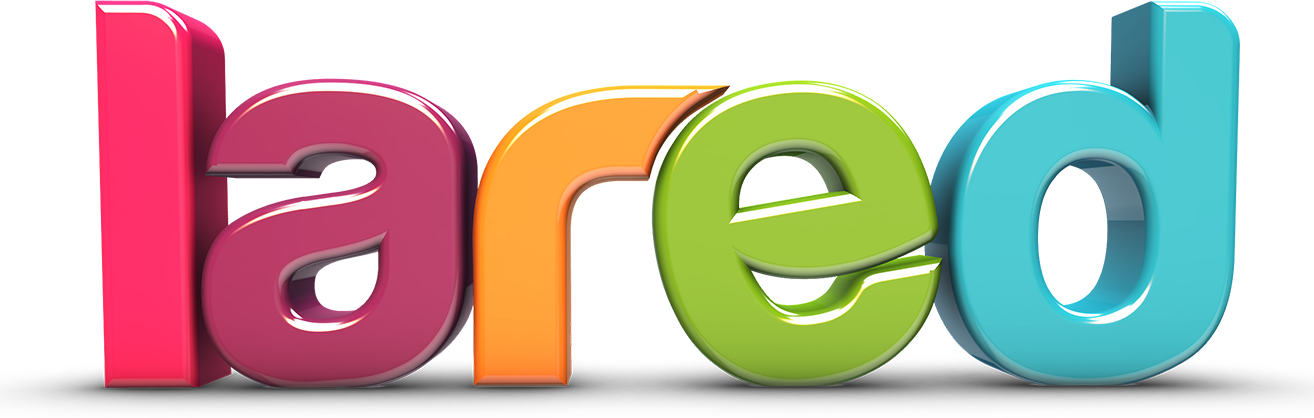
2014년부터 2019년까지 사용한 로고.
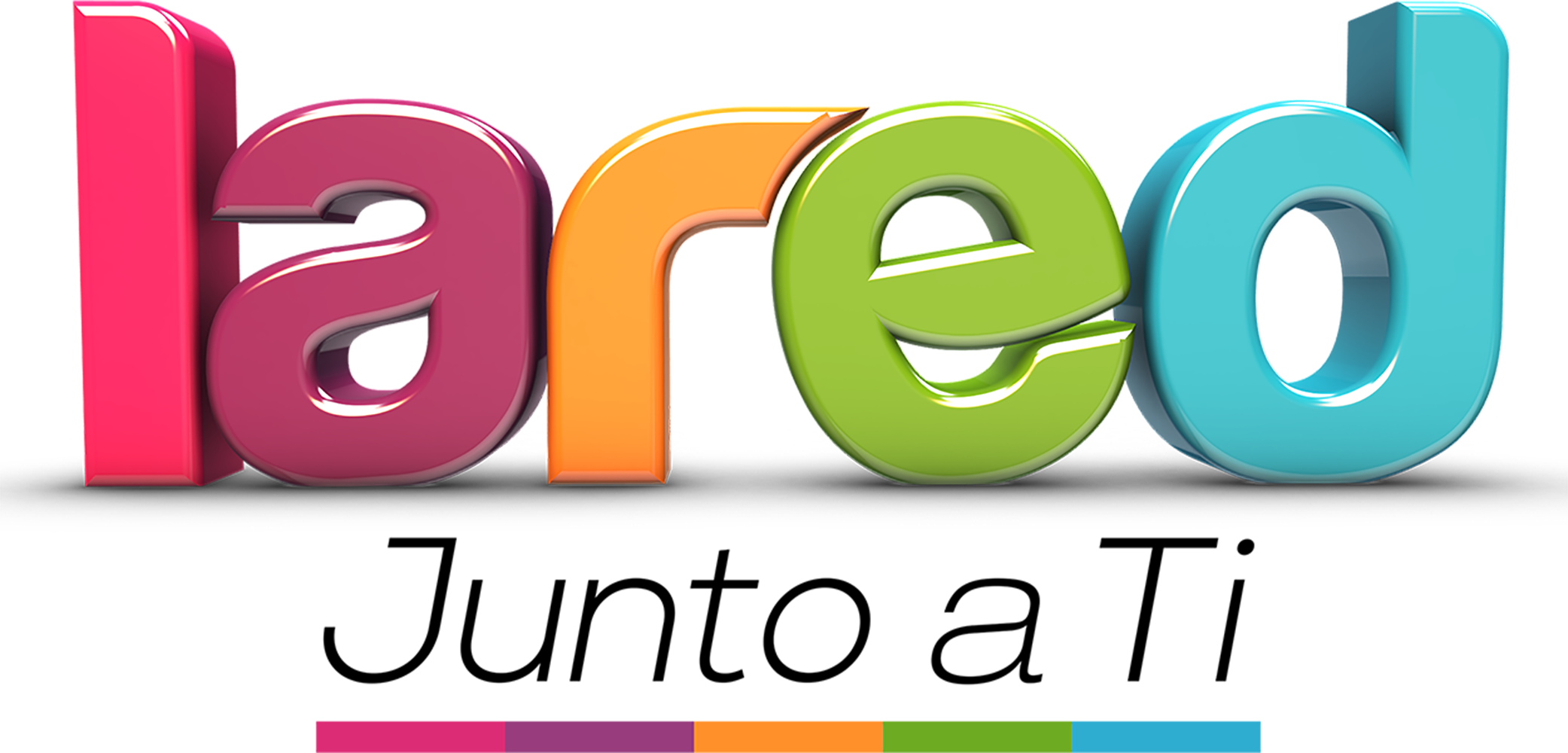
2019년부터 2021년까지 사용한 로고.

## 같이 보기
- 텔레비시온 내시오날 데 칠레
- MEGA
- 칠레비전
- 카날 13